# Lauks

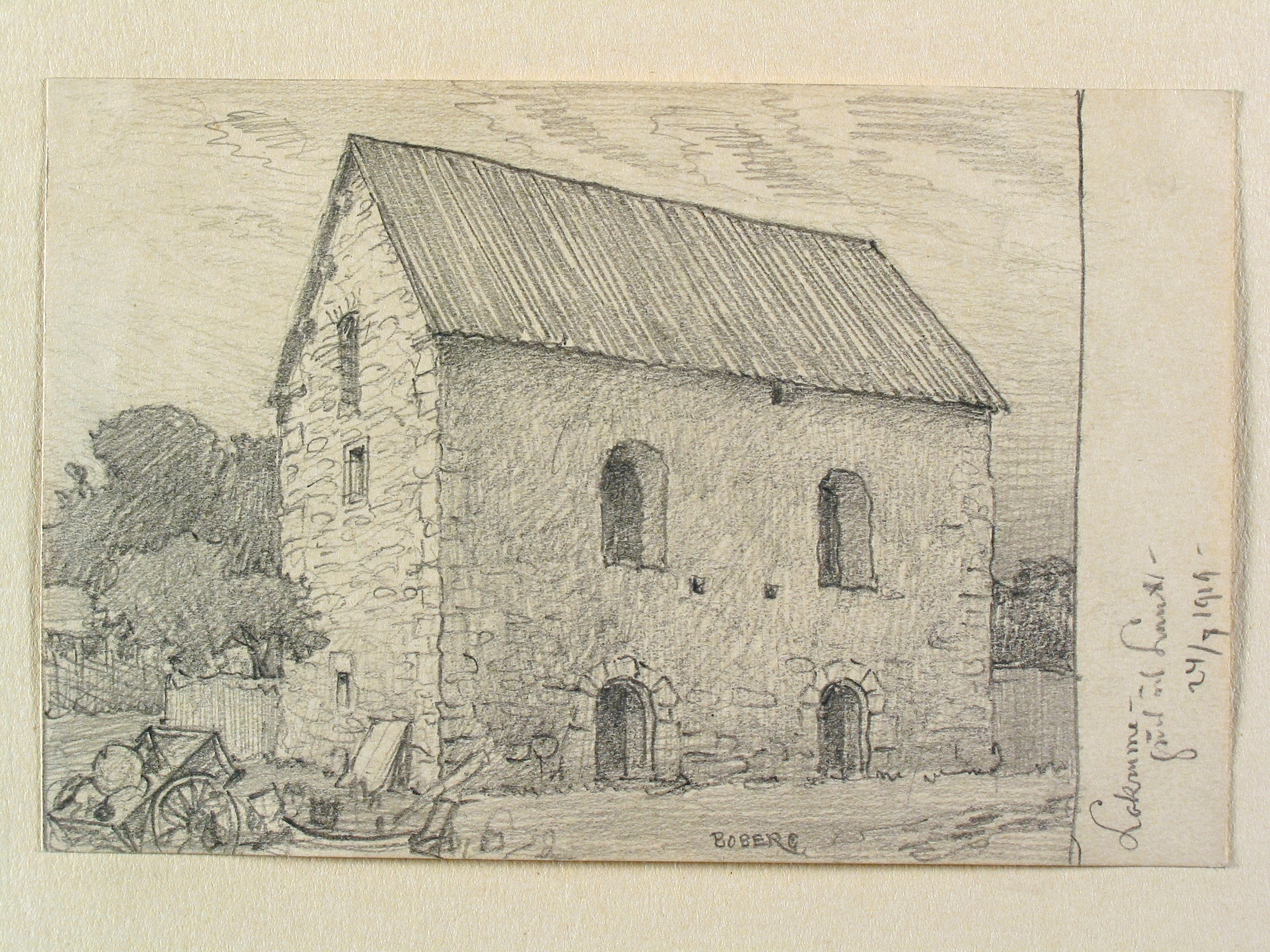
Lauks Hof, gezeichnet von Ferdinand Boberg im Jahr 1919

Lauks ist ein mittelalterlicher Hof im Kirchspiel Lokrume auf der schwedischen Insel Gotland.

## Lage
Lauks liegt im Landesinnern von Gotland, südlich der Straße 148 von Visby nach Lärbro und liegt 18 km nordöstlich von Visby, vier km südwestlich von Tingstäde und 13 km westlich von Slite.

## Hof Lauks
Lauks wurde indirekt erstmals 1370 erwähnt, als der Kaufmann Nikles Louk in Lübeck war, und 1379, als der Kaufmann Anders Louk Söderköping besuchte. Vermutlich waren diese Bürger von Visby, die von Lauks stammten. Gervid Lauk, der erste bekannte Landesherr (schwedisch landsdomare) auf Gotland, der im Jahr 1380 in der Kirche von Lokrume begraben wurde, war der Eigner von Lauks. Sein Grabstein mit der Hausmarke (schwedisch bomärke) des Hofes Lauk ist bis heute in der Kirche erhalten geblieben. 1511 gehörte der Hof Lorens Lauks, der damals Thingherr (schwedisch tingsdomare) im Thing zu Bro war.
Das heutige Wohnhaus ist am Ort des mittelalterlichen Steinhauses errichtet worden, das wiederum bis zum Mitte des 18. Jahrhunderts erhalten geblieben war und über das gesagt wurde, dass es „fast so groß wie eine Kirche und vier Stockwerke hoch “ (schwedisch „nästan såsom en kyrka, fyra våningar högt“) war. Übrig ist noch das dreistöckige Vorratshaus (schwedisch förrådshus), das wahrscheinlich im späten 13. Jahrhundert errichtet worden ist. Eine Trennwand im Obergeschoss ist mit dendrochronologischen Methoden etwa auf 1370 datiert worden.
Im Erdgeschoss gibt es zwei gewölbte Räume (schwedisch välvda rum) mit eigenen Türen. Das Obergeschoss hat zwei Türen, die früher nach draußen zu einem Schwalbengang (schwedisch svalgång) entlang der Hausseite führten. Zuoberst findet sich eine Vorratskammer (schwedisch förrådsvind) mit Tonnengewölbe. Ein Abtreter (schwedisch avträde) im Obergeschoss deutet darauf hin, dass das Gebäude auch als Sommerwohnung und Festlokal verwendet worden sein könnte.
Das Hofkreuz (schwedisch gårdskors) ist eines von zwei erhaltenen Hofkreuzen auf Gotland.

## Naturreservat
Ungefähr 500 m nördlich des Hofs liegt das Naturreservat Lauks.  Es ist etwa 34 ha groß.
Dort wächst ein inzwischen ziemlich naturnaher Nadelwald, der mit Laubbäumen durchsetzt ist.  Fichten und Kiefern sind teilweise etwa 150–200 Jahre alt.
Totes Holz wird liegengelassen und kommt in Gestalt stehender Stämme und auch auf dem Boden vor und bietet einen Lebensraum für viele Pilze und Insekten.
Der Boden ist zu großen Teilen mit Moos bedeckt und es gibt eine reichhaltige Funga.